# Heartless (The Weeknd)
Heartless è un singolo del cantante canadese The Weeknd, pubblicato il 27 novembre 2019 come primo estratto dal quarto album in studio After Hours.

## Descrizione
Settima traccia dell'album, il testo di Heartless fa riferimento alle precedenti relazioni d'amore avute dal cantante con Selena Gomez e con la modella Bella Hadid.

## Promozione
The Weeknd ha eseguito Heartless per la prima volta al Late Show with Stephen Colbert il 5 dicembre 2019, per poi esibirsi il giorno successivo con Blinding Lights allo stesso talk show.

## Video musicale
Il video musicale, girato a Las Vegas, è stato reso disponibile il 3 dicembre 2019. È stato diretto da Anton Tammi, che si è ispirato al film Paura e delirio a Las Vegas.
Il 14 aprile 2020 è uscito il video musicale per la versione remix realizzata con la partecipazione del rapper statunitense Lil Uzi Vert.

## Tracce
Testi e musiche di Carlo "Illangelo" Montagnese, Abel "The Weeknd" Tesfaye, Leland Tyler Wayne e Andre Eric Proctor, eccetto dove indicato.
CD, 7", download digitale – 1ª versione
1. Heartless – 3:20

CD, MC, 7" – 2ª versione
1. Heartless – 3:20
2. Blinding Lights – 3:21 (Max Martin, Oscar Holter, Abel "The Weeknd" Tesfaye, Ahmad Balshe, Jason "DaHeala" Quenneville)

## Formazione
- The Weeknd – voce, produzione, tastiera, programmazione
- Metro Boomin – produzione, tastiera, programmazione
- Carlo "Illangelo" Montagnese – produzione, tastiera, programmazione, missaggio
- Dre Moon – coproduzione
- Dave Kutch – mastering
- Kevin Peterson – assistenza al mastering

## Successo commerciale
Heartless ha debuttato alla 32ª posizione della classifica statunitense nella pubblicazione del 7 dicembre 2019, grazie a 10 000 vendite pure, 22,6 milioni di riproduzioni in streaming e un'audience radiofonica pari a 22,6 milioni. La settimana seguente ha raggiunto la vetta della Hot 100 statunitense, divenendo il quarto singolo al numero del cantante nella stessa. Nel corso della settimana, ha venduto 58 000 copie digitali (incluse quelle acquistate insieme ad altri articoli sul sito dell'interprete) tanto da risultare il brano più scaricato, ha accumulato 26,2 di ascoltatori radiofonici ed ottenuto 30 milioni di stream. Durante la prima metà del 2020 è risultato il 10º brano più ascoltato in radio grazie a 1 288 000 000 di ascoltatori radiofonici in territorio statunitense.
Nella classifica britannica dei singoli, il brano ha esordito al numero 64 grazie a 8 618 unità di vendita. Durante la sua prima settimana di conteggio completo ha raggiunto la 10ª posizione, dopo aver accumulato 30 346 vendite. La settimana successiva è sceso al 22º posto e ha aggiunto altre 19 791 unità al suo totale.

## Classifiche

### Classifiche settimanali
| Classifica (2019-20) | Posizione massima |
| -------------------- | ----------------- |
| Australia            | 10                |
| Austria              | 44                |
| Belgio (Fiandre)     | 49                |
| Belgio (Vallonia)    | 55                |
| Canada               | 3                 |
| Estonia              | 4                 |
| Finlandia            | 9                 |
| Francia              | 69                |
| Germania             | 36                |
| Grecia               | 1                 |
| Irlanda              | 13                |
| Islanda              | 28                |
| Italia               | 56                |
| Libano               | 16                |
| Lettonia             | 5                 |
| Lituania             | 5                 |
| Malaysia             | 17                |
| Norvegia             | 17                |
| Nuova Zelanda        | 13                |
| Paesi Bassi          | 30                |
| Portogallo           | 16                |
| Regno Unito          | 10                |
| Repubblica Ceca      | 9                 |
| Romania              | 46                |
| Singapore            | 13                |
| Slovacchia           | 3                 |
| Spagna               | 99                |
| Stati Uniti          | 1                 |
| Svezia               | 27                |
| Svizzera             | 16                |
| Ungheria             | 12                |

### Classifiche di fine anno
| Classifica (2020) | Posizione |
| ----------------- | --------- |
| Canada            | 41        |
| Stati Uniti       | 28        |